# Colin McNab

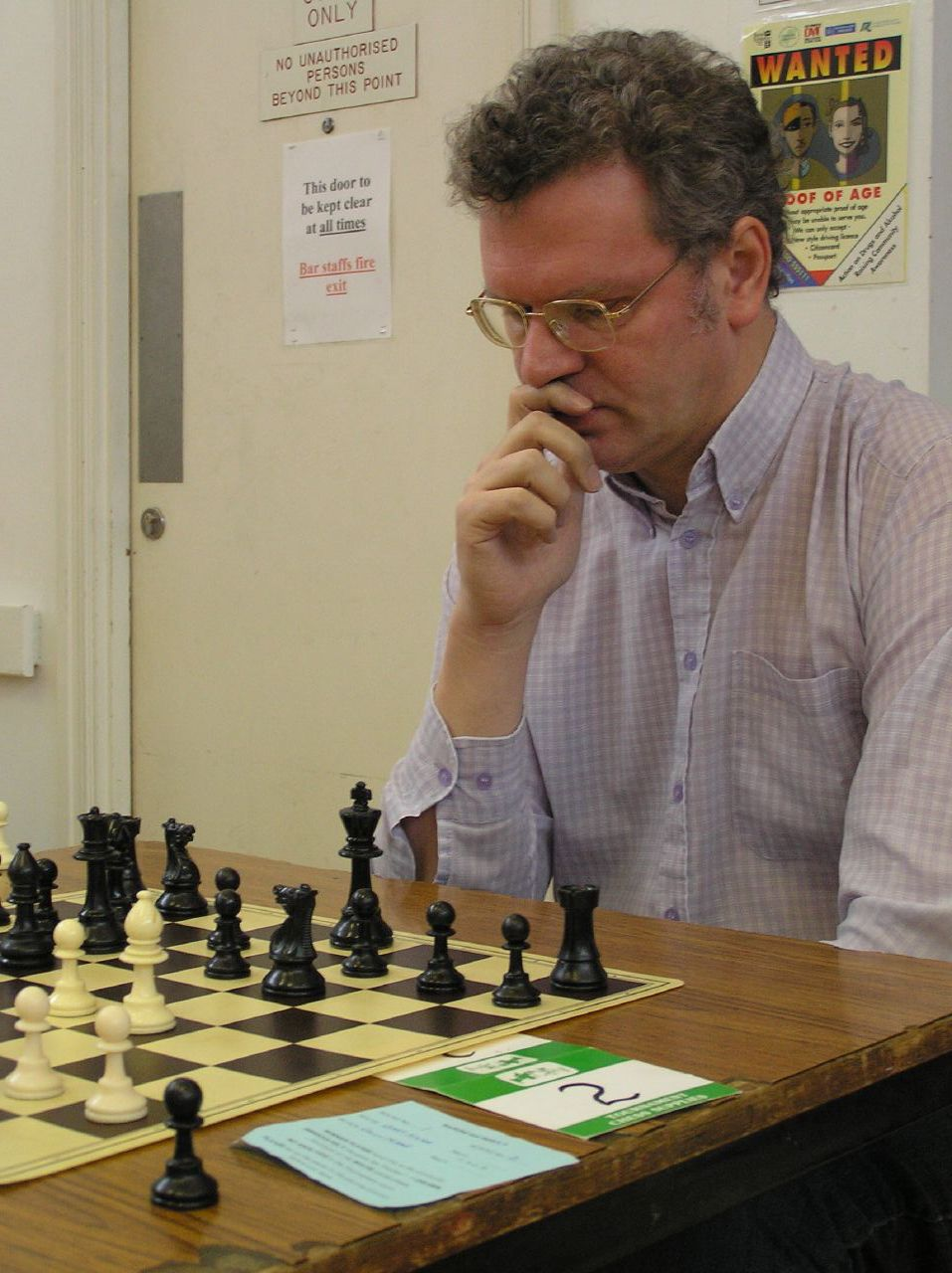
Colin McNab

Colin McNab (3 februari 1961) is een Schotse schaker. Hij is een grootmeester (GM). Hij is bekend als eindspelspecialist. Van zijn  openingsrepertoire is bekend dat hij vaak kiest voor een fianchetto systeem, hij schreef een boek over de fianchetto-variant van het Konings-Indisch. Ook schreef hij samen met John Nunn een boek over de Pirc-verdediging.  Een aantal jaren schreef hij een column in het Scottish Chess magazine. 
Hij is doctor in de wiskunde, hij promoveerde aan de Oxford University met als promotor Peter Neumann.

## Individuele resultaten
Dr Colin Anderson McNab is Schotlands tweede schaker die de GM-titel ontving. Hij voldeed aan de GM-norm in 1992, net na Paul Motwani. Na het behalen van de drie vereiste normen diende hij nog zijn FIDE-rating op een niveau van minimaal 2500 te krijgen; na zes jaar slaagde hij hierin. Sinds 1993 is hij Internationaal Meester correspondentieschaken. In augustus 2005 speelde hij mee in het Howard Staunton herdenkingstoernooi dat werd gehouden in de City of London werd; McNab eindigde met 5.5 punt op de derde plaats, Jon Levitt werd met 6 punten eerste. 

## Deelname Schaakkolympiades
McNab speelde namens Schotland in 17 Schaakolympiades tussen 1980 en 2014. In 1992 was hij de Commonwealth kampioen. Hij won het Schaakkampioenschap van Schotland in 1983, 1991, 1993 en 1995.

## Oplossen van Schaakproblemen
Sinds 2007 is McNab Internationaal Meester op het gebied van het oplossen van schaakproblemen.
In 2004, bij het 28e Wereldkampioenschap in het oplossen van schaakproblemen en schaakstudies, op Chalkidiki werd hij 31e. In 2006, bij het 30e Wereldkampioenschap in Wageningen werd hij 10e. In 2008, op Rhodos, werd hij 40e.
In 2012 en 2013 won McNab het Britse kampioenschap Oplossen van Schaakproblemen.

## Boeken
- Colin McNab (1997). The Fianchetto King's Indian. Batsford. ISBN 978-0713480115.
- John Nunn, Colin McNab (1998). The Ultimate Pirc. Batsford. ISBN 978-0713482218.

## Partijen
- Garry Kasparov vs Colin Anderson McNab, Cagnes sur mer 1977, Modern Defense: Suttles Variation (B06), 1/2-1/2
- John Nunn vs Colin Anderson McNab, Marbella zt A 1982, Pirc Defense: Classical Variation (B08), 0-1
- Colin Anderson McNab vs Murray Chandler, Bath (England) 1987, English Opening: King's English (A28), 1-0
- Colin Anderson McNab vs Mika Karttunen, EU Union Ch 2006, Formation: King's Indian Attack (A07), 1-0